# Riederinger Sänger
Die Riederinger Sänger sind eine bairische Volksmusikgruppe aus Riedering in Oberbayern.
Die Gruppe war schon in den 1930er Jahren als „Riederinger Buam“ im Umfeld des Volksliedsammlers Kiem Pauli bekannt.
1953 war die Besetzung der Gruppe (in Klammern die Hausnamen) Josef Staber (Huagl Sepp), Peter Staber (Huagl Peter), Franz Steinberger (Summerer von Stetten), Sebastian Staudacher (Kramer von Tahlham) und Georg Staber (Huagl Schorsch).
Die Riederinger haben am 29. Juni 1933 die „Deutsche Bauernmesse“ von Annette Thoma in der Hl. Kreuzkapelle, auch „Badkapelle“ genannt, in Wildbad Kreuth uraufgeführt.
Die Riederinger Sänger gibt es auch heute noch, allerdings singen heute die Kinder und Enkel der ehemaligen Gründer.

## Auszeichnungen
- 2003: Kulturpreis für die Riederinger Sänger und Ehrenpreis für Sepp Staber beim „Tag der Volksmusik“ in Wildbad Kreuth, Hanns-Seidel-Stiftung[1]

## Fernsehfilm
- Die Riederinger Sänger. Film von Sepp Eibl. Bayerischer Rundfunk 2014